# Walter Mondale

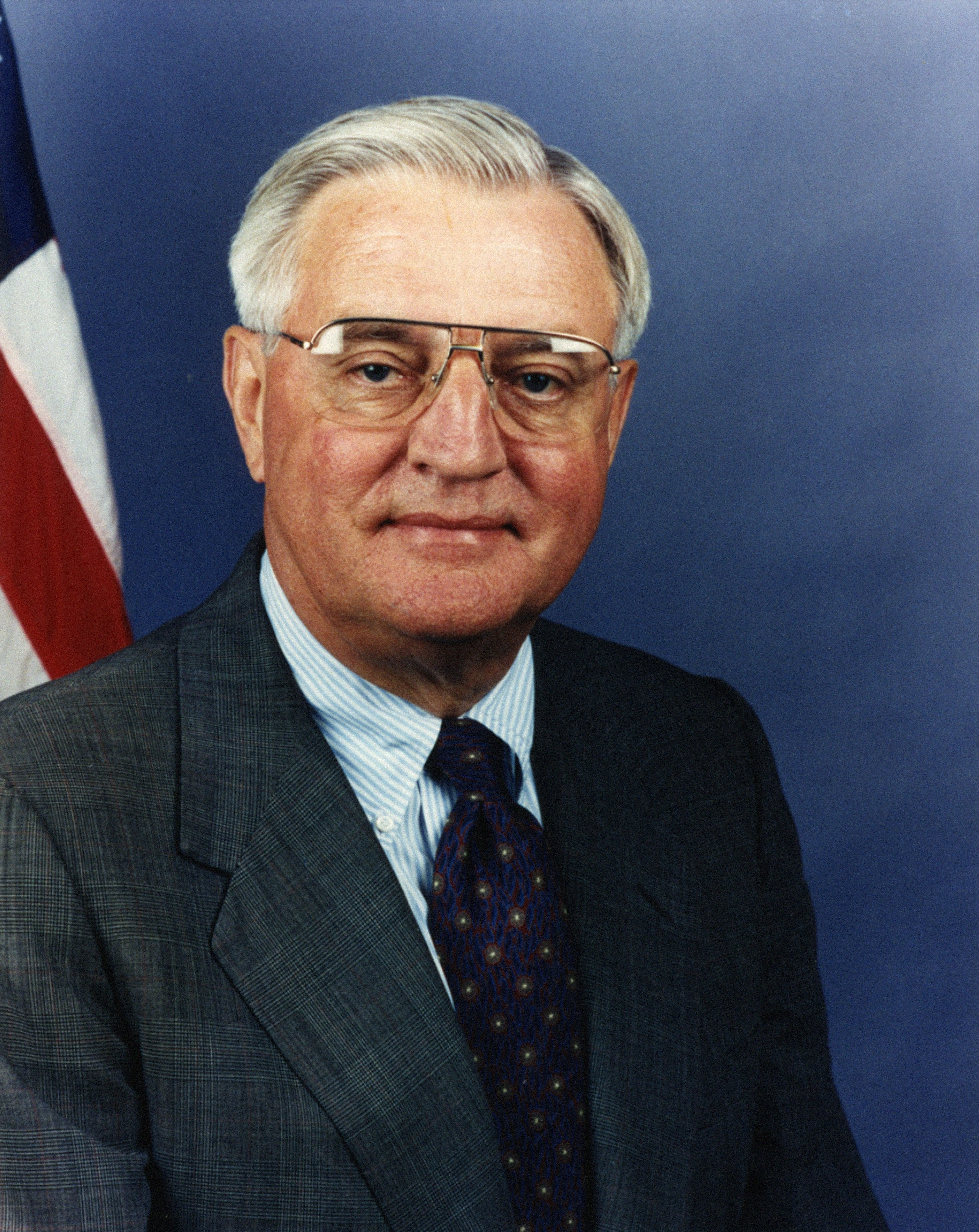
Walter Mondale under sin tid som diplomat på 1990-talet.

Walter Mondale, född 5 januari 1928 i Ceylon, Minnesota, död 19 april 2021 i Minneapolis, Minnesota, var en amerikansk politiker (demokrat) från delstaten Minnesota.

## Biografi
Mondale, som har norskt påbrå, blev Minnesotas justitieminister 1960, 32 år gammal, bara fyra år efter att han tagit juristexamen. När Hubert Humphrey 1964 avgick från sin plats i USA:s senat, efter att ha blivit vald till USA:s vicepresident, utnämndes Mondale till att inneha mandatet resten av mandatperioden. Han blev omvald 1966 och 1972 med goda marginaler. Han blev tillfrågad att kandidera som vicepresident av den demokratiske presidentkandidaten George McGovern i presidentvalet 1972, men avböjde för att istället säkra sitt omval till senaten. Han accepterade dock att vara Jimmy Carters vicepresidentkandidat i presidentvalet 1976, vilket Carter vann, och var sedan USA:s vicepresident 1977–1981. I presidentvalet 1980 förlorade Carter och Mondale klart mot republikanerna Ronald Reagan och George H.W. Bush.
I presidentvalet 1984 var Mondale demokraternas presidentkandidat, med Geraldine Ferraro som vicepresidentkandidat. Mondale förlorade med mycket stor marginal mot den sittande republikanske presidenten Ronald Reagan och kritiserades för att ha varit alltför undfallande mot Reagan och inte gett denne ordentligt motstånd. Han vann bara i en av femtio delstater, nämligen sin hemstat Minnesota, samt i District of Columbia, som aldrig vunnits av någon republikan. Detta är det största nederlag som någon demokratisk presidentkandidat har lidit.
Mondale var USA:s ambassadör i Japan 1993–1997.
I kongressvalet i USA 2002 kom Mondale med kort varsel åter att kandidera till senaten som ledamot från Minnesota efter att den sittande demokratiske senatorn Paul Wellstone avlidit i en flygplanskrasch under valkampanjen. Mondale förlorade dock mot den republikanske kandidaten Norm Coleman med 47,34% av rösterna mot 49,53%.

## Övrigt
I tonårssåpan Beverly Hills 90210 hyllar karaktären Brandon, som även han ursprungligen kommer från Minnesota, Walter Mondale genom att döpa sin bil till "Mondale".
I den amerikanska animerade serien The Simpsons (Säsong 14, avsnitt 305, Prod. 2002–2003) dyker Walter Mondale upp som en vaktmästare i senaten och hjälper familjen Simpsons att driva igenom ett förslag som stoppar flygtrafiken över deras hus.